# Romain Weingarten

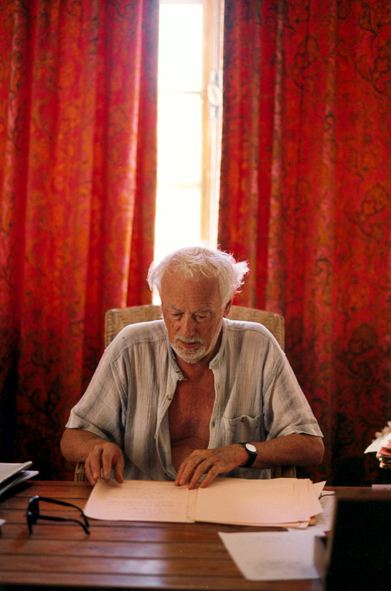
Romain Weingarten (ca. 1996)

Romain Weingarten (* 5. Dezember 1926 in Paris; † 13. Juli 2006 in Challans) war ein französischer Dramatiker.

## Leben
Weingarten verbrachte seine Kindheit in der Bretagne. Nach dem Besuch des Gymnasiums in Château-Thierry studierte er an der Sorbonne Philosophie. 1948 schrieb er mit Akara sein erstes Theaterstück. Beeinflusst wurde Weingarten in den ersten Jahren vor allem von Antonin Artaud. Sein Werk war auch von den Surrealisten und Roger Vitrac inspiriert. Erst 1961 schreibt er ein weiteres Stück: Les Nourrices. Doch trotz der Unterstützung von Eugène Ionesco wurde das Theaterstück kein großer Erfolg. Den Durchbruch erreichte er 1966 mit L' Été (dt. Der Sommer), das auch sein größter Erfolg wurde. Gelegentlich wirkte er auch als Regisseur und Schauspieler an der Aufführung seiner Stücke mit.

## Auszeichnungen
- 1998: Grand Prix du Théâtre der Académie française

## Werke

### Theaterstücke
- Akara (1948)
- Les nourrices (1961)
- L' été (1966), ISBN 2-907468-16-2
- Alice dans les Jardins du Luxembourg (1970)
- La Mandore (1970),  ISBN 2-07-032062-6
- Neige (1979)
- La mort d'Auguste (1982), ISBN 2-7427-0379-9

### Romane
Le roman de la Table ronde, ou, Le livre de Blaise, ISBN 2-226-01790-9